# Aenictus sagei
Aenictus sagei (лат.) — вид муравьёв-кочевников рода Aenictus. Южная и центральная Азия (Афганистан, Индия, Непал).

## Описание
Длина рабочих около 3 мм. От близких видов (Aenictus wroughtonii, Aenictus artipus) отличается следующими признаками: коротким скапусом усика, слаборазвитым субпетиолярным выступом, пропорциями тела, более крупными размерами.
Усики 10-члениковые. Голова гладкая и блестящая. Клипеус по переднему краю с несколькими зубчиками. На жвалах около 10 зубцов. Основная окраска желтовато-коричневая. Стебелёк между грудкой и брюшком у рабочих состоит из двух члеников, а у самок и самцов — из одного (петиоль). Глаза у рабочих отсутствуют. Промезонотальная борозда не развита, пронотум и мезонотум слиты. Впервые был описан в инфравидовом статусе как Aenictus wroughtonii var. sagei Forel, 1901. Видовое название дано в честь коллектора типовой серии (Sage).